# Ibn Butlan
Ibn Butlan (Arabisch: ابن بطلان; Bagdad, 1001 - Antiochië, 1064), volledige naam Abū’l-ḥasan al-Mukhtār ibn ˓Abdūn ibn Sa˓dūn Ibn Buṭlān, was een Arabische nestoriaanse geneeskundige die actief was in Bagdad tijdens het islamitische gouden tijdperk. Hij was een expert op op het gebied van hygiëne en macrobiotiek en sprak vloeiend Arabisch, Grieks en Syrisch.

## Biografie
Ibn Butlan verkreeg zijn opleiding in Bagdad van een nestoriaanse priester, Ibn al-Tayyib. Zijn opleiding in de geneeskunde verkreeg hij waarschijnlijk van Thabit ibn Qurra. Uiteindelijk vertrok Ibn Butlan uit Baghdad en reisde hij naar Syrië en vervolgens naar Egypte waar hij enkele polemieken schreef met Ibn Ridwan. Omstreeks 1054 arriveerde hij in Constantinopel waar hij in dienst kwam van patriarch Michael Caerularius. Uiteindelijk streek hij neer in Antiochië waar hij een ziekenhuis opzette en aldaar zou hij in 1068 overlijden.

## Werken
Het beroemdste werk dat Ibn Butlan schreef was de Taqwim al-Sihhah (gelatiniseerd: Taciunum Sanitatis) waarin hij onderwerpen als hygiëne en diëten in behandelde. Het benadrukt de voordelen van dagelijkse aandacht voor persoonlijk lichamelijk en geestelijk welzijn. Dit werk werd in de middeleeuwen vele malen gekopieerd, ook in christelijke Europa. Naast zijn medische verhandeling schreef Ibn Butlan ook een satire waarin hij kwakzalvers op de korrel nam en schreef hij ook een verhandeling waarin hij uitlegde hoe je de best mogelijke slaven kon aanschaffen.